# Chory z urojenia

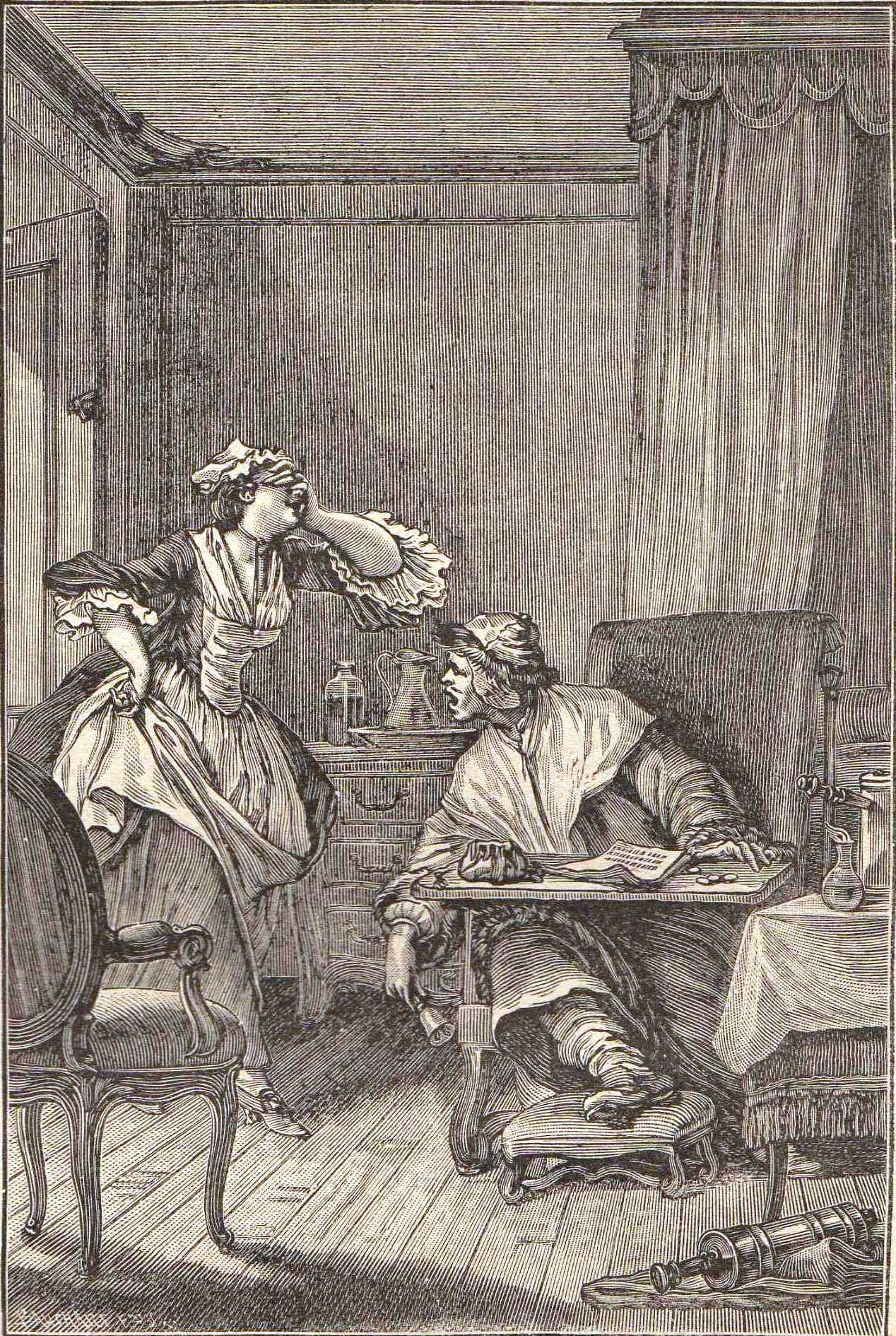
Chory z urojenia - ilustracja Jean-Michela Moreau

Chory z urojenia (fr. Le Malade imaginaire) – komedia będąca ostatnim dziełem francuskiego komediopisarza Molière'a. Po raz pierwszy wystawiono ją w roku 1673. W trakcie czwartego przedstawienia komedii Molière przeżył zapaść, gdy odgrywał scenę śmierci Chorego, a wkrótce po tym zmarł.

## Przegląd treści
Komedia składa się z trzech aktów. Opowiada historię hipochondrycznego Argana, który nieustannie wmawia sobie kolejne choroby, gdy tymczasem cieszy się dobrym zdrowiem. Z ogromną skrupulatnością stosuje się jednak do zaleceń lekarza. Jednocześnie dąży do tego, by jego córka Angelika poślubiła lekarza, pomimo faktu, że ta już od dawna kocha Cleante'a.
Brat Argana, z pomocą pokojówki Toinette postanawia „uleczyć” go z jego obsesji. Przekonują go, by sfingował własną śmierć, dzięki czemu miałby się przekonać, kto rzeczywiście go kocha i jest mu wierny. Okazuje się, że drugą żonę Argana obchodzą wyłącznie pieniądze, podczas gdy jego córka naprawdę go kocha. Po „powrocie do żywych” Argan pozwala Angelice poślubić kogo zechce.